# Марадишвили, Константин Кобович
Константи́н Кобович Марадишви́ли (род. 7 февраля 2000, Москва) — грузинский и российский футболист, полузащитник тольяттинского «Акрона».

## Клубная карьера

### ЦСКА

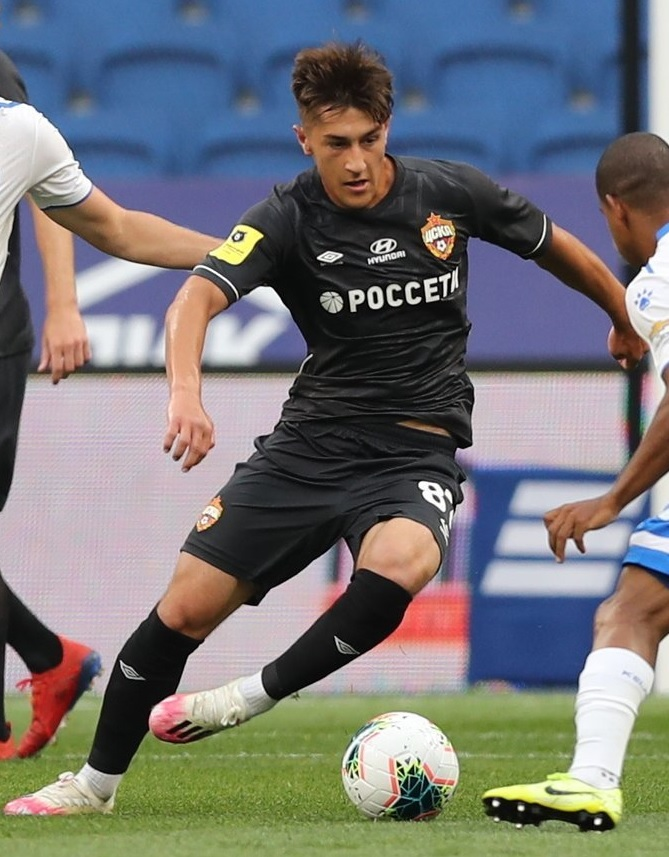
В составе ЦСКА

Воспитанник ЦСКА. В 2019 году подписал первый профессиональный контракт с клубом. 14 июля 2019 года дебютировал в основном составе в матче 1-го тура чемпионата России против самарских «Крыльев Советов», выйдя на замену на 89-й минуте встречи вместо Арнора Сигурдссона.
23 июня 2020 года переподписал контракт с клубом до конца сезона 2024/25. 27 июня 2020 года впервые вышел в стартовом составе в игре против «Динамо». 1 августа 2020 года перед стартом сезона 2020/21 изменил игровой номер на 22, он оставался вакантным с 2012 года, когда из клуба ушел Евгений Алдонин. Ранее Марадишвили выступал под номером 87.
3 октября 2020 года в матче 10 тура против «Урала» (2:0) забил свой первый гол за основную команду.

### «Локомотив» (Москва)
2 сентября 2021 года перешел в «Локомотив», подписав контракт на 5 лет. Дебютировал за новый клуб 11 сентября 2021 года, в матче против «Крыльев Советов», заменив Рифата Жемалетдинова на 77-й минуте. 3 октября 2021 года забил первый гол за «железнодорожников» в матче против «Ростова» (1:2).
Аренда в «Пари НН»
23 декабря 2023 года перешёл в «Пари НН» на правах аренды до конца сезона 2023/24.
В апреле 2024 года в матче против «Краснодара» получил травму крестообразных связок. В апреле 2025 года вернулся в «Локомотив» для дальнейшей реабилитации (аренндное соглалшениее с «Пари НН» было рассчитано до лета 2025 года).

## Карьера в сборной
Летом 2019 года в составе сборной России до 20 лет выступал на международном турнире COTIF в испанском городе Алькудия-де-Карлет. Сборная России заняла в группе первое место, но проиграла в финале сборной Испании.
24 августа 2020 года получил вызов в молодёжную сборную России для участия в матчах отборочного цикла к чемпионату Европы по футболу среди молодёжных сборных 2021, однако на поле не появлялся. 28 сентября 2020 года снова получил вызов в молодёжную сборную и снова не появился на поле. 2 ноября 2020 года был вызван в молодёжную сборную для участия в товарищеских матчах против Венгрии и Словении, но из-за повреждения мягких тканей правого бедра был вынужден пропустить матчи.
11 мая 2021 года попал в расширенный список молодёжной сборной для участия в контрольных матчах в рамках подготовки к новому отборочному циклу чемпионата Европы-2023 против Болгарии и Сербии.

## Статистика
| Выступление        | Выступление      | Выступление      | Лига | Лига | Кубки | Кубки | Еврокубки | Еврокубки | Итого | Итого |
| Клуб               | Лига             | Сезон            | Игры | Голы | Игры  | Голы  | Игры      | Голы      | Игры  | Голы  |
| ------------------ | ---------------- | ---------------- | ---- | ---- | ----- | ----- | --------- | --------- | ----- | ----- |
| ЦСКА (Москва)      | Премьер-лига     | 2019/20          | 11   | 0    | 0     | 0     | 0         | 0         | 11    | 0     |
| ЦСКА (Москва)      | Премьер-лига     | 2020/21          | 26   | 1    | 3     | 0     | 6         | 0         | 35    | 1     |
| ЦСКА (Москва)      | Премьер-лига     | 2021/22          | 3    | 1    | —     | —     | —         | —         | 3     | 1     |
| ЦСКА (Москва)      | Итого            | Итого            | 40   | 2    | 3     | 0     | 6         | 0         | 49    | 2     |
| Локомотив (Москва) | Премьер-лига     | 2021/22          | 21   | 2    | 1     | 0     | 6         | 0         | 28    | 2     |
| Локомотив (Москва) | Премьер-лига     | 2022/23          | 21   | 2    | 5     | 0     | —         | —         | 26    | 2     |
| Локомотив (Москва) | Премьер-лига     | 2023/24          | 6    | 1    | 5     | 0     | —         | —         | 11    | 1     |
| Локомотив (Москва) | Итого            | Итого            | 48   | 5    | 11    | 0     | 6         | 0         | 65    | 5     |
| Всего за карьеру   | Всего за карьеру | Всего за карьеру | 88   | 7    | 14    | 0     | 12        | 0         | 114   | 7     |